# Fatma Qadri
Fatma Qadri (în azeră Fatma xanım Qədir qızı Qədri; n. 1/14 aprilie 1907, Odessa, Imperiul Rus – d. 29 februarie 1968, Bakı, Republica Sovietică Socialistă Azerbaidjană), în diferite surse întâlnită și cu numele Gadri, Kadri sau Kadry, a fost o actriță de teatru și film sovietică și azeră, Artistă a Poporului din RSS Azeră (1943).

## Carieră
Fatma Qadri s-a născut într-o familie săracă a unui comerciant acolit din Odesa. La vârsta de 9 ani, a început să câștige bani lucrând ca bonă într-o casă bogată. La insistența mamei sale, s-a înscris într-o medresă (școală religioasă) pentru a urma studiile primare. În 1922, a fost admisă la două instituții postliceale simultan: Școala de teatru din Azerbaidjan și un colegiu de profesori; le-a absolvit pe ambele în 1926. A ales un viitor artistic și s-a angajat ca actriță la Teatrul muncitoresc turc în Baku și în Gandja. După o intervenție chirurgicală nereușită la gât, i s-a permis să ia o pauză de la teatru pentru a se recupera.
După o scurtă perioadă la Teatrul Rus din Baku⁠(d), a fost angajată la Teatrul de Stat de Dramaturgie din Azerbaidjan în 1935, unde a lucrat timp de 24 de ani. A fost aleasă în Consiliul orășenesc Baku și a început să predea la Școala de teatru din Azerbaidjan și la o școală de muzică din Baku. În 1943, i-a fost conferit titlul de Artistă a Poporului din RSS Azeră⁠(d). Deși era firavă și predispusă la boli, ea își juca rolurile în ciuda durerilor ocazionale. Această problemă a culminat cu o emaciere în 1958, când a leșinat din senin pe scena Teatrul de Dramaturgie „Pușkin” din Moscova, imediat înainte de ultimul ei act din Război și pace⁠(d) de Serghei Prokofiev. După un tratament care a durat șapte luni, medicii i-au interzis să revină la actorie, îngrijorându-se pentru sănătatea ei.

## Viață personală
În afara sălii de teatru, Fatma Qadri a trăit o viață tumultoasă. Prima ei căsătorie, de la începutul anilor 1920, nu a durat mult, iar singurul ei fiu a murit în adolescență. Al doilea soț al lui Qadri a murit de pneumonie în 1932. În plus, avea o sănătate fizică și psihologică precară. Văzându-se neputincioasă să depășească depresia severă după ce i s-a interzis să joace pe scenă, Qadri și-a pus capăt zilelor în 1968, la 60 de ani, în apartamentul ei.